# Église de Mäntsälä
L'église de Mäntsälä (en finnois : Mäntsälän kirkko) est une église en pierre située à Mäntsälä en Finlande,.

## Description
Le retable peint par Bernhard Reinhold est offert à l’église par Hugo von Qvanten en 1874.

## Galerie

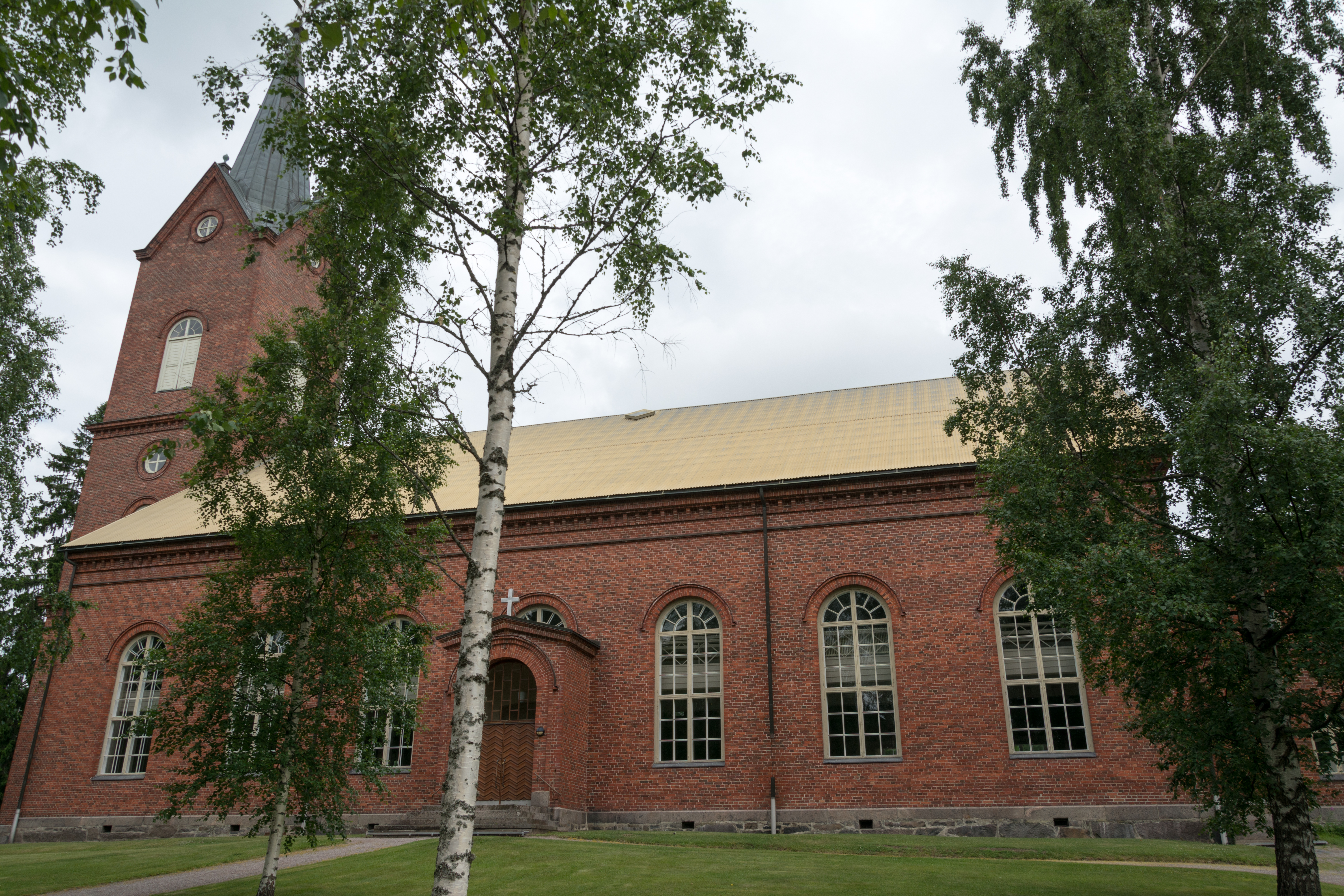
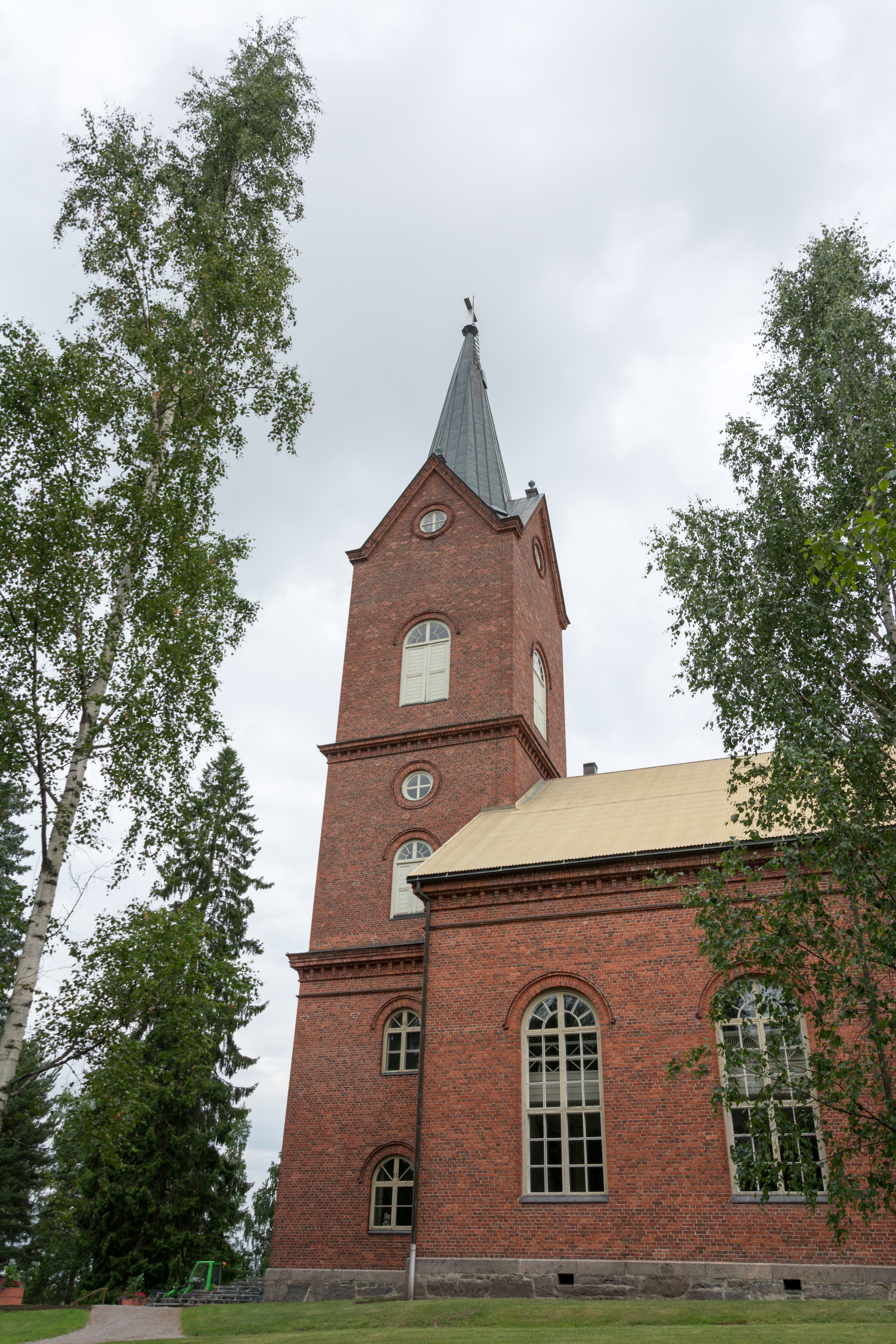
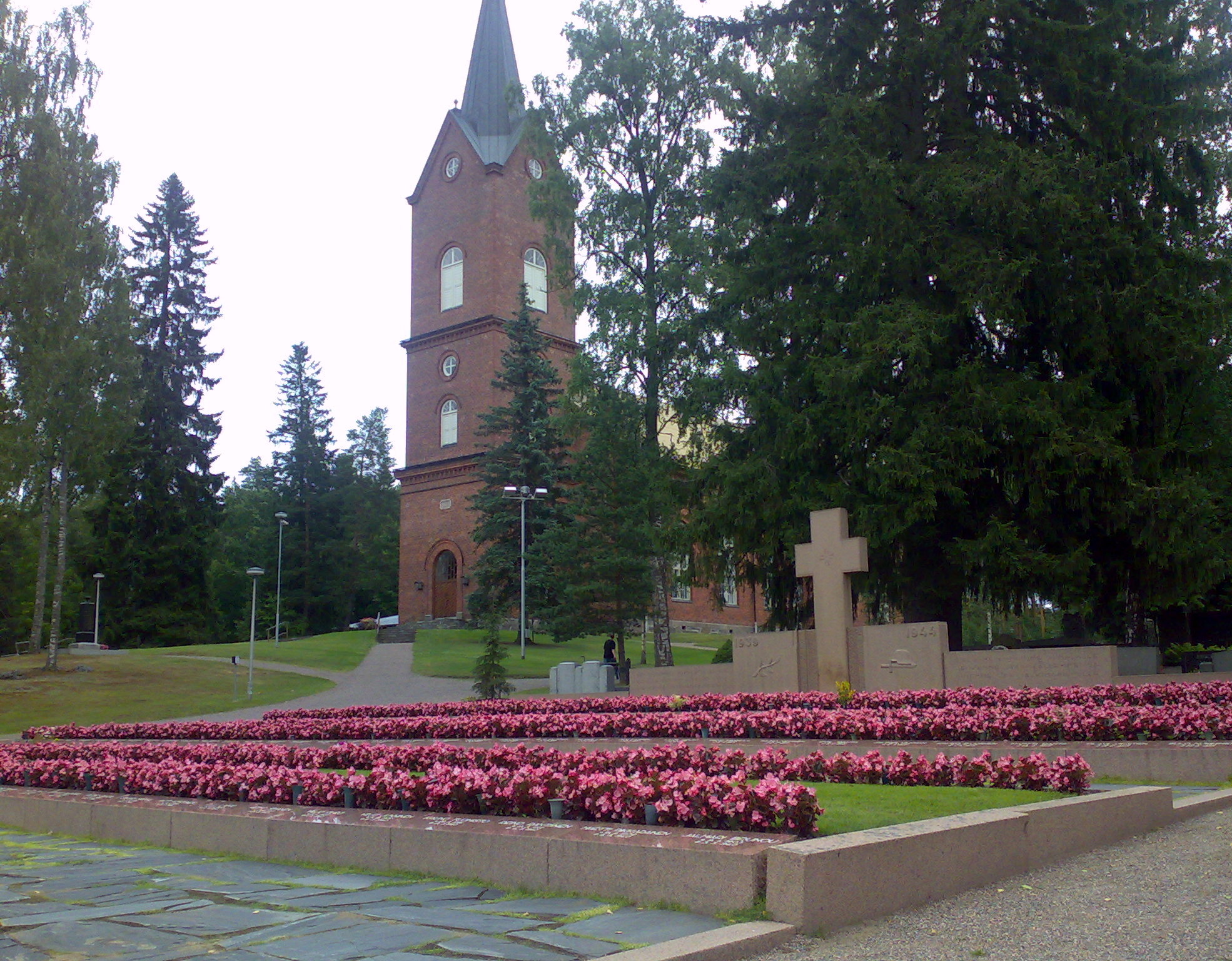